# Cantonul Merdrignac
Cantonul Merdrignac este un canton din arondismentul Dinan, departamentul Côtes-d'Armor, regiunea Bretania, Franța.

## Comune
- Gomené
- Illifaut
- Laurenan
- Loscouët-sur-Meu
- Trémorel
- Merdrignac (reședință)
- Mérillac
- Saint-Launeuc
- Saint-Vran